# 罗伯特·A·帕斯特
罗伯特·A·帕斯特（1947年4月10日—2014年1月8日）是一位美国外交事务作家，吉米·卡特时期任美国国家安全委员会委员，其妻子是前美国国防部长罗伯特·麦克纳马拉的女儿，主要作品有《世纪之旅：七大国百年外交风云》（A Century's Journey: How The Great Powers Shape The World）等。